# Método indutivo
Na lógica, método indutivo  ou indução é o raciocínio que, após considerar um número suficiente de casos particulares, conclui uma verdade geral. A indução, ao contrário da dedução, parte de dados particulares da experiência sensível.
De acordo com o indutivista, a ciência começa com a observação. A observação, por sua vez, fornece uma base segura sobre a qual o conhecimento científico pode ser construído, e o conhecimento científico é obtido a partir de proposições de observação por indução. Afirmações a respeito da construção do conhecimento rigorosas como esta sofrem de dificuldades quanto a sua validade, como demonstra o problema da indução.
Próprio das ciências naturais também aparece na Matemática através da Estatística. Utilizando como exemplo a enumeração, trata-se de um raciocínio indutivo baseado na contagem.
É importante que a enumeração de dados (que correspondem às experiências feitas) seja suficiente para permitir a passagem do particular para o geral. Entretanto, a indução também pressupõe a probabilidade, isto é, já que tantos se comportam de tal forma, é muito provável que todos se comportem assim.
Em função desse "salto", há maior possibilidade de erro nos raciocínios indutivos, uma vez que basta encontrarmos uma exceção para invalidar a regra geral. Por outro lado, é esse mesmo "salto" em direção ao provável que torna possível a descoberta, a proposta de novos modos de compreender o mundo. Por isso, a indução é o tipo de raciocínio mais usado em ciências experimentais.

## Dedução e indução
A lógica diferencia duas classes fundamentais de argumentos: os dedutivos e os indutivos. Os argumentos dedutivos são aqueles em que as premissas fornecem um fundamento definitivo da conclusão, enquanto nos indutivos as premissas proporcionam somente alguma fundamentação da conclusão, mas não uma fundamentação conclusiva, identificando dessa maneira os conceitos de dedução e raciocínio válido.
Uma outra maneira de expressar essa diferença é dizer que numa dedução é impossível que as premissas sejam verdadeiras e a conclusão falsa, mas no raciocínio indutivo no sentido forte isso é possível, mas pouco provável.
Num raciocínio dedutivo a informação da conclusão já está contida nas premissas, de modo que se toda a informação das premissas é verdadeira, a informação da conclusão também deverá ser verdadeira. No raciocínio indutivo a conclusão contém alguma informação que não está contida nas premissas, ficando em aberto a possibilidade de que essa informação a mais cause a falsidade da conclusão apesar das premissas verdadeiras.

## Indução em Aristóteles
A palavra grega epagogé [ἐπαγογή] é traduzida geralmente por "indução", mas o sentido em que foi usada por Aristóteles não coincide totalmente com o conceito moderno. Esse filósofo afirma na Metafísica que Sócrates foi o primeiro a usar a indução e a dar definições.

## Indução e método científico
Raciocinar indutivamente é partir de premissas particulares, na busca de uma lei geral, universal, por exemplo:
O ferro conduz eletricidade

O ferro é metal

O ouro conduz eletricidade

O ouro é metal

O cobre conduz eletricidade

O cobre é metal

Logo os metais conduzem eletricidade.
Os indutivistas acreditam que as explicações para os fenômenos advém unicamente da observação dos fatos. 
O princípio de indução não pode ser uma verdade lógica pura, tal como uma tautologia ou um enunciado analítico, pois se houvesse um princípio puramente lógico de indução, simplesmente não haveria problema de indução, uma vez que, neste caso, todas as inferências indutivas teriam de ser tomadas como transformações lógicas ou tautológicas, exatamente como as inferências no campo da Lógica Dedutiva.
Outro exemplo:
Todo cão é mortal.
Todo gato é mortal.
Todo peixe é mortal.
Todo pássaro é mortal.
Cães, gatos, peixes e pássaros são animais.
Logo, todo animal é mortal.
Esse é um exemplo de indução completa.